# 킹스 캉과
킹스 캉과(영어: Kings Kangwa, 1999년 4월 6일 ~ )는 벨기에 클럽 코르트레이크와 잠비아 국가대표팀의 중앙 미드필더로 활약하고 있는 잠비아의 프로 축구 선수이다.

## 구간 경력
캉과는 루사카를 연고로 하는 클럽 해피 하츠에서 선수 생활을 시작했다. 2017년 이스라엘 클럽 하포엘 베르셰바와 계약한 후 2018년 해피 하츠로 복귀했다. 2019년 잠비아 슈퍼리그 시즌을 앞두고 캉와는 빌드콘과 계약했다. 2019년 7월 10일 러시아 클럽 아르세날 툴라에 입단했다. 2022년 5월 29일 캉과는 세르비아 클럽 츠르베나 즈베즈다에 입단했다.
2024년 2월 1일, 캉과는 벨기에의 코르트레이크에 임대되었다.

## 국가대표팀 경력
2018년 11월, 캉과는 2018년 COSAFA U-20컵을 앞두고 잠비아 U-20 국가대표팀에 차출되었다.
2019년 6월 9일 카메룬과의 경기에서 잠비아 축구 국가대표팀 데뷔 전을 치렀고, 2019년 7월 16일 모로코와의 경기에서 팀의 3-2 승리에 기여했다.